# Delphacidae
Delphacidae of Spoorcicaden zijn een familie van insecten die behoren tot de onderorde cicaden (Auchenorrhyncha). Bij de familie zijn circa 425 geslachten en 2200 soorten ingedeeld.

## Taxonomie
De volgende taxa zijn bij de familie ingedeeld:
- Onderfamilie Asiracinae Motschulsky, 1863
  - Tribe Asiracini Motschulsky, 1863
  - Tribe Eodelphacini Emeljanov, 1995
  - Tribe Idiosystatini Emeljanov, 1995
  - Tribe Neopunanini Emeljanov, 1995
  - Tribe Platysystatini Emeljanov, 1995
  - Tribe Tetrasteirini Emeljanov, 1995
  - Tribe Ugyopini Fennah, 1979
- Onderfamilie Delphacinae Leach, 1815
  - Tribe Delphacini Leach, 1815
  - Tribe Saccharosydnini Vilbaste, 1968
  - Tribe Tropidocephalini Muir, 1915
- Onderfamilie Kelisiinae Wagner, 1963
- Onderfamilie Plesiodelphacinae Asche, 1985
- Onderfamilie Stenocraninae Wagner, 1963
- Onderfamilie Vizcayinae Asche, 1990

## In Nederland waargenomen soorten
- Genus: Acanthodelphax
  - Acanthodelphax denticauda
  - Acanthodelphax spinosus
- Genus: Anakelisia
  - Anakelisia fasciata
- Genus: Asiraca
  - Asiraca clavicornis
- Genus: Calligypona
  - Calligypona reyi
- Genus: Chloriona
  - Chloriona dorsata
  - Chloriona glaucescens
  - Chloriona smaragdula
  - Chloriona unicolor
  - Chloriona vasconica
- Genus: Conomelus
  - Conomelus anceps
  - Conomelus lorifer
- Genus: Criomorphus
  - Criomorphus albomarginatus
  - Criomorphus borealis
  - Criomorphus moestus
  - Criomorphus williamsi
- Genus: Delphacinus
  - Delphacinus mesomelas
- Genus: Delphacodes
  - Delphacodes capnodes
  - Delphacodes venosus
- Genus: Delphax
  - Delphax crassicornis
  - Delphax hemiptera
  - Delphax pulchellus
- Genus: Dicranotropis
  - Dicranotropis hamata
- Genus: Ditropis
  - Ditropis pteridis
- Genus: Ditropsis
  - Ditropsis flavipes
- Genus: Euconomelus
  - Euconomelus lepidus
- Genus: Euides
  - Euides basilinea
- Genus: Eurybregma
  - Eurybregma nigrolineata
- Genus: Eurysa
  - Eurysa lineata
- Genus: Eurysula
  - Eurysula brunnea
  - Eurysula lurida
- Genus: Florodelphax
  - Florodelphax leptosoma
  - Florodelphax paryphasma
- Genus: Gravesteiniella
  - Gravesteiniella boldi
- Genus: Hyledelphax
  - Hyledelphax elegantulus
- Genus: Jassidaeus
  - Jassidaeus lugubris
- Genus: Javesella
  - Javesella discolor
  - Javesella dubia
  - Javesella forcipata
  - Javesella obscurella
  - Javesella pellucida
  - Javesella salina
  - Javesella stali
- Genus: Kelisia
  - Kelisia guttula
  - Kelisia guttulifera
  - Kelisia irregulata
  - Kelisia monoceros
  - Kelisia pallidula
  - Kelisia punctulum
  - Kelisia ribauti
  - Kelisia sabulicola
  - Kelisia vittipennis
- Genus: Kosswigianella
  - Kosswigianella exigua
- Genus: Laodelphax
  - Laodelphax striatellus
- Genus: Litemixia
  - Litemixia pulchripennis
- Genus: Megadelphax
  - Megadelphax sordidula
- Genus: Megamelodes
  - Megamelodes lequesnei
  - Megamelodes quadrimaculatus
- Genus: Megamelus
  - Megamelus notula
- Genus: Mirabella
  - Mirabella albifrons
- Genus: Muellerianella
  - Muellerianella brevipennis
  - Muellerianella extrusa
  - Muellerianella fairmairei
- Genus: Muirodelphax
  - Muirodelphax aubei
- Genus: Nothodelphax
  - Nothodelphax albocarinata
  - Nothodelphax distincta
- Genus: Oncodelphax
  - Oncodelphax pullula
- Genus: Paradelphacodes
  - Paradelphacodes paludosa
- Genus: Paraliburnia
  - Paraliburnia adela
  - Paraliburnia clypealis
- Genus: Prokelisia
  - Prokelisia marginata - (Slijkgrascicade)
- Genus: Ribautodelphax
  - Ribautodelphax albostriata
  - Ribautodelphax angulosa
  - Ribautodelphax collina
  - Ribautodelphax imitans
  - Ribautodelphax pungens
  - Ribautodelphax vinealis
- Genus: Scottianella
  - Scottianella dalei
- Genus: Stenocranus
  - Stenocranus longipennis
  - Stenocranus major
  - Stenocranus minutus
- Genus: Stiroma
  - Stiroma affinis
- Genus: Struebingianella
  - Struebingianella lugubrina
- Genus: Toya
  - Toya propinqua
- Genus: Xanthodelphax
  - Xanthodelphax flaveola
  - Xanthodelphax straminea